# Weibullova porazdelitev
Weibullova porazdelitevje družina zveznih verjetnostnih porazdelitev.  Imenuje se po Waloddiju Weibullu (1887 – 1979), ki je to vrsto porazdelitve opisal v letu 1951. Prvi pa jo je opisal francoski matematik Maurice René Fréchet (1878 – 1973).
Pomembno področje uporabe Weibullove porazdelitve je analiza preživetja oziroma analiza zanesljivosti (odpovedi) tehničnih naprav.
Za različne vrednosti parametra k velja :
- Če je k<1, pogostost  odpovedi pada s časom. To se zgodi, če obstajajo pomembne začetne odpovedi posameznih komponent naprave.
- Kadar je k = 1 imamo stanje v katerem je število odpovedi konstantno v časovnem obdobju. To pomeni, da samo slučajni zunanji vplivi povzročajo odpovedi posameznih komponent naprave.
- Kadar pa je k>1, nam to pomeni, da število odpovedi raste s časom. To je lahko posledica staranja.

## Lastnosti

### Funkcija gostote verjetnosti
Funkcija gostote verjetnosti za Weibullovo porazdelitev je 
{\displaystyle f(x)={\begin{cases}{\frac {k}{\lambda }}\left({\frac {x}{\lambda }}\right)^{k-1}e^{-(x/\lambda )^{k}}&x\geq 0\\0&x<0\end{cases}}}
kjer je 
- {\displaystyle \lambda \!} parameter merila, ki je realno število.
- {\displaystyle k\!} parameter oblike, ki je prav tako realno število.

### Zbirna funkcija verjetnosti
Zbirna funkcija verjetnosti je enaka 
{\displaystyle 1-e^{-(x/\lambda )^{k}}}

### Pričakovana vrednost
Pričakovana vrednost je enaka 
{\displaystyle \lambda \Gamma \left(1+{\frac {1}{k}}\right)\,\!}.
kjer je
- {\displaystyle \Gamma (1+{\frac {1}{k}})\!} funkcija gama.

### Varianca
Varianca je enaka 
{\displaystyle \lambda ^{2}\Gamma \left(1+{\frac {2}{k}}\right)-\mu ^{2}\,}.
kjer je
- {\displaystyle \Gamma (1+{\frac {2}{k}})\!} funkcija gama.

### Sploščenost
Sploščenost je enaka je enaka
{\displaystyle \gamma _{2}={\frac {-6\Gamma _{1}^{4}+12\Gamma _{1}^{2}\Gamma _{2}-3\Gamma _{2}^{2}-4\Gamma _{1}\Gamma _{3}+\Gamma _{4}}{[\Gamma _{2}-\Gamma _{1}^{2}]^{2}}}}
kjer je 
- {\displaystyle \Gamma _{i}=\Gamma (1+i/k)\!} funkcija gama.

Sploščenost lahko napišemo tudi kot
{\displaystyle \gamma _{2}={\frac {\lambda ^{4}\Gamma (1+{\frac {4}{k}})-4\gamma _{1}\sigma ^{3}\mu -6\mu ^{2}\sigma ^{2}-\mu ^{4}}{\sigma ^{4}}}}.

### Koeficient simetrije
Koeficient simetrije je enak 
{\displaystyle {\frac {\Gamma (1+{\frac {3}{k}})\lambda ^{3}-3\mu \sigma ^{2}-\mu ^{3}}{\sigma ^{3}}}}.

### Entropija
Entropija je enaka 
{\displaystyle \gamma \left(1\!-\!{\frac {1}{k}}\right)+\ln \left({\frac {\lambda }{k}}\right)+1}
kjer je 
- {\displaystyle \gamma \!} Euler-Mascheronijeva konstanta.

### Funkcija generiranja momentov
Funkcija generiranja momentov je 
{\displaystyle \sum _{n=0}^{\infty }{\frac {t^{n}\lambda ^{n}}{n!}}\Gamma \left(1+{\frac {n}{k}}\right),\ k\geq 1}

### Karakteristična funkcija
Karakteristična funkcija je enaka:
{\displaystyle \sum _{n=0}^{\infty }{\frac {(it)^{n}\lambda ^{n}}{n!}}\Gamma \left(1+{\frac {n}{k}}\right)}

## Weibullova porazdelitev s tremi parametri
Posplošitev Weibullove porazdelitve z dvema parametroma je Weibullova porazdelitev s tremi parametri. Zanjo je funkcija gostote verjetnosti enaka
{\displaystyle f(x;k,\lambda ,\theta )={k \over \lambda }\left({x-\theta  \over \lambda }\right)^{k-1}e^{-({x-\theta  \over \lambda })^{k}}\,}
kjer je
- {\displaystyle \lambda \!} parameter merila
- {\displaystyle k\!} parameter oblike
- {\displaystyle \theta \!} parameter lokacije.

Weibullovo porazdelitev z dvema parametroma dobimo, če je {\displaystyle \theta =0\!}.

## Weibullova porazdelitev z enim parametrom
Weibullovo porazdelitev z enim prametrom dobimo, če je {\displaystyle k=C\!} (konstanta) in je v porazdelitvi s tremi parametri vrednost {\displaystyle \theta =0\!}:
{\displaystyle f(x;\lambda )={C \over \lambda }\left({x \over \lambda }\right)^{C-1}e^{-({x \over \lambda })^{C}}\,}
kjer je
- {\displaystyle \lambda \!} parameter merila

## Povezave z drugimi porazdelitvami
- Kadar je parameter k enak 1, postane Weibullova porazdelitev eksponentna porazdelitev:

{\displaystyle \mathrm {Exp} (\lambda )\equiv \mathrm {Wei} \left(1,{\frac {1}{\lambda }}\right)}.
- Kadar je k = 2, dobimo Rayleighovo porazdelitev

## Uporaba
Weibullova porazdelitev se uporablja na naslednjih področjih 
- analiza preživetja
- teorija ekstremnih vrednosti
- napovedovanje vremena
- analiza zanesljivosti tehničnih naprav
- analiza porazdelitve hitrosti vetra
- splošni model zavarovanja